# Shakugan no Shana
Shakugan no Shana, vaak kortweg Shana, is een serie light novels (Japanse geïllustreerde romans) geschreven door Yashichiro Takahashi en geïllustreerd door Noizi Ito. Centraal in deze verhalen staat Yuji Sakai, een normale schoolgaande jongen die ongewild terechtkomt in een eeuwigdurende oorlog tussen de krachten van balans en onbalans. Hij sluit vriendschap met een krijger van de balansbrengende kracht, Shana.
Het eerste deel werd in Japan gepubliceerd op 10 november 2002. Het vijftiende deel kwam uit op 10 augustus 2007. Verder verschenen drie mangaboekjes (eerst als een serie in het Japanse tijdschrift Dengeki Daioh), een 24-delige animeserie met 3 seizoenen, een film, twee computerspellen en een paar extra series onder een andere titel. 

## Inhoud
Yuji is een middelbare scholier die dacht dat zijn normale leven voor eeuwig zou duren maar onderweg naar huis bevriest de wereld ineens. Mensen worden bedekt met blauwe vlammen en een monster dat lijkt op een grote monsterlijke baby eet die vlammen. Vlak nadat het monster verschijnt komt er een meisje gekleed in een zwarte lange jas met een katana en verslaat het monster.
Nadat een ander wezen probeert iets in Yuji vast te pakken hakt ze op Yuji in die hierdoor in paniek raakt en begint te stamelen dat hij het bloeden moet stoppen maar tot zijn verbazing is er geen bloed. Nadat het wezen (dat het meest weg heeft van een pop) verdwijnt, geneest ze Yuji. Ze legt hem uit dat hij een torch is, een schokdemper die tijdelijk iemand vervangt wiens bestaanskracht is verslonden en ze zegt dat ze zelf een flame haze is; dit is een bewaker die de balans probeert te behouden in de wereld.
Wanneer Yuji haar vraagt naar haar naam zegt ze dat ze er geen heeft, en dat ze gewoon een flame haze is en wanneer zij onderscheiding nodig heeft van andere flame hazes, is de naam van haar zwaard, Nietono no Shana, genoeg. Vervolgens geeft Yuji haar de naam Shana in de overtuiging dat iedereen een naam moet hebben.
Deel 2 van Shakugan no Shana:
TBA
Deel 3 van Shakugan no Shana:
Het verhaal speelt zich verder, als alles wat onduidelijk was aan het einde van deel 2, nu helder wordt. Nadat Shana oefeningen in de achtertuin van huize Sakai voort zet, wordt uitgelegd dat Yuji verdwenen is, op kerstavond. Daarmee verdwijnt ook al zijn bezittingen en zelfs zijn eigen moeder weet niet, dat Yuji ooit bestaan heeft. Dit kon maar één ding betekenen: Het einde van Yuji. Toch bleef Shana sterk aanhouden, dat Yuji echter nog niet verdwenen is. Deze hoop, geeft geen negatieve resultaten. Shana ontmoet Yuji, niet de Yuji die Shana al die tijd had leren kennen, maar een heel andere Yuji, met een andere gedaante. Yuji legt het verhaal uit tussen de god van Guze no Tomogara en zichzelf, wat er heeft gespeeld en waarom hij nu voor hem werkt. Yuji legt uit dat hij de leider van Balle Masque is geworden en de krachten die hij leent van deze god, zal gebruiken om de god zelf, weer tot leven te wekken. Hiermee wil hij een nieuwe wereld openen: Xanadu. Dit met de hoop, dat het probleem van verstoringen, tussen de echte wereld en "de wereld van Guze no Tomogara" te verhelpen. Hiermee kan hij ervoor zorgen dat Flame Hazes geen belangrijke rol meer hebben. Zijn plan is om daarna geen zorgen meer te hebben over zijn eigen wereld en zo samen met Shana verder "de liefde kan bedrijven". Shana komt erachter hoe hij dit wil doen, met zijn gemaakte plan. Zij ontdekt dat dit plan juist een tegenovergestelde effect zal hebben. De verstoring worden veroorzaakt doordat Tomogara de "krachten van het bestaan" ontnemen en er dus in "de nieuwe wereld" een catastrofe, voor zowel "de nieuwe wereld" als de wereld waar het verhaal zich nu afspeelt, te wachten staat. Shana zal dus alles proberen om dit plan te stoppen en Yuji te redden, van deze "slechte" god, in de hoop dat zij samen, met Yuji een gelukkig leven kan vervolgen.

## Personages

### Sakai Yuji
Yuji lijkt een gewone jongen maar dat is hij niet. Hij is namelijk een torch, maar niet zomaar een torch, hij is een mystes, een torch met een magisch voorwerp in zich. Dit voorwerp heet Reji Maigo(verdwaald kind op middernacht) en heeft een heel bijzonder effect, want andere torches verdwijnen op den duur, terwijl zijn levensenergie wordt hersteld om middernacht.
Yuji is een aardige jongen die veel geeft om zijn vrienden, ook neemt hij het feit dat hij een torch is en eigenlijk niet eens bestaat heel goed op, aangezien sommige andere torches in een diepe depressie raakten of niet verder wilden leven. Verder weigert hij zich neer te leggen bij sommige meningen of standpunten van Shana, bijvoorbeeld haar neigingen om te zeggen dat ze "maar" een flame haze is en Yuji "maar" een mistes is. Daar reageert hij heel fel op, een van de gevolgen was dat hij haar Shana heeft genoemd, omdat haar zwaard neitono no Shana heet.

### Shana
Shana is een flame haze die de wereld in balans houdt door o.a. Guze no Tomogara, de krachten van onbalans, te verslaan. Zij is gebonden aan een zogeheten "divine vessel", een van de krachten van balans, genaamd Alastor of ook wel genoemd "Tenjō no Gōka" (Vlam des Hemels) die met haar communiceert door middel van een Cocytus, een item voor communicatie, die de vorm heeft van een hanger.
Eerst ziet Shana Yuji alleen maar als een object en interesseert zich alleen voor hem vanwege de hougu, een magisch item, in Yuji`s lichaam en ze beschermt hem alleen zodat die niet in handen van de guze no tomogara valt. Maar beetje bij beetje ontwikkelen haar gevoelens voor Yuji zich, wat leidt tot heel wat vermakelijke taferelen.
De gevoelens die zij krijgt voor Yuji zijn helemaal nieuw voor haar, aangezien zij daar van haar mentoren Wilhelmina Carmel en Alastor niets van heeft geleerd toen ze klein was en nog op de Tendōkyū woonde, een stuk land dat zweefde in de lucht met een kasteel erop. Deze gevoelens gaan in conflict staan met haar plicht als flame haze en daar raakt ze van in de war.
Uiteindelijk vindt ze de balans tussen die twee doordat zij in de laatste aflevering zichzelf op wil offeren door een move, een magische handeling, te gebruiken die de drager van die kracht, de container, zou vernietigen. Yuji gaat uiteindelijk met haar mee, zeggend dat hij lang geleden al besloten heeft dat hij met haar mee zou gaan. Dan, vlak voordat ze de Jizaihou, een magische handeling, activeert zegt ze tegen Yuji dat zij van hem houdt. Daarna blijkt dat zij de Jizaihou heeft overleefd omdat de capaciteit van haar lichaam groot genoeg was voor de gehele omvang van de spreuk.

### Kazumi Yoshida
Een klasgenoot van Yuji die in het geheim verliefd op hem is, maar het hem niet durft te zeggen. Gedurende de gehele serie maakt ze voor hem lunches klaar die Yuji dankbaar opeet. Later verklaart zij Shana de oorlog om Yuji (die zij trouwens heel eerlijk uitvechten) en later in de serie ontdekt zij dat Yuji een torch is waarna ze huilend wegrent. Yuji rent haar achterna en later die aflevering onthult zij tegenover hem haar gevoelens.

### Margery Daw
Ook een flame haze met als divine vessel een boek dat Marcosius heet. Haar gevechtsvorm is een weerwolf en zij is de houder van de cobalt flame, wat een verwijzing is naar de kleur is van de vlammen die zij afvuurt. Overigens verschaft dit haar niks extra`s ten opzichte van de andere divine vessels. Zij is een groot liefhebber van drank en drinkt zich vaak het laplazarus, om vervolgens wakker te worden met een kater.

### Hayato Ike
Hayato Ike is Yuji's beste vriend, zij zijn al vrienden sinds de basisschool. In de serie helpt Ike Yoshida om haar gevoelens te vertellen aan Yuji en probeert ze een soort van te koppelen. Later blijkt dat ook hij gevoelens heeft voor Yoshida, waar hij eerst twijfels over heeft en na een uitval tegenover Yuji hem dat verteld en verzekert dat hij het wel zou merken wanneer hij eruit was.
Toch blijft Ike vriendelijk tegenover Yuji en in de laatste episode verklaart Ike Yuji de oorlog op dezelfde manier als Shana en Yoshida deden.

## Lords of denizens

### Alastor
Alastor is de divine vessel van Shana, hij wordt in de Guze gezien als de grootste van allemaal en wordt dus ook vereerd als een god. In de anime wordt op den duur (door het fijne lieg- en bedriegwerk) aangenomen door Yuji's moeder dat Alastor de verzorger is van Shana (zijn naam wordt ook in het Japans afgebroken zij noemt Alastor Alas torru).

### Marcosius
Marcosius is de divine vessel van een flame haze genaamd Margery Daw. Er is niet veel bekend over Marcosius alleen dat hij door Margery Daw Marco wordt genoemd en een enorm irritant gevoel voor humor heeft (hij wordt ook zo'n beetje mishandeld door Margery Daw).

### Behemoth
Behemoth is een divine vessel van een tuner genaamd Khamsin. Er is weinig van Behemoth bekend behalve dan dat hij Khamsin de gave geeft rotsen te besturen. je ziet hen ook maar in 3 afleveringen en misschien in totaal net 10 minuten.

### Tiamat
Tiamat (kroon van illusies) is de divine vessel van Wilhelmina, zij kan veranderen van een haarlint in een masker, dit ligt er wel aan hoe serieus het gevecht is. Tiamat verschaft Wilhelmina de kracht om de linten die aan het masker zitten te controleren en manipuleren, zij kan bijvoorbeeld de linten verbreden en sterker maken om haar of iemand anders te beschermen.

## Guze no Tomogara

### Friagne
Friagne is de eerste Guze no Tomogara in de hele serie en de eerste badguy. Hij is bekend onder de naam Friagne the Hunter, met name omdat hij zoveel flame hazes vermoord heeft. Friagne ziet zichzelf als 'hunter' omdat hij hougu's opzoekt en spaart. Friagne probeert door de torches in de stad te linken in combinatie met een Jizaihou de hele stad om te zetten in levensenergie zodat hij en zijn lievelingsdienares/-poppetje Marian voor eeuwig kunnen leven.

### Bel Peol
Een pittige tante die lid is van de organisatie bal masque.
Ze heeft een ooglapje en een 'derde oog'op haar voorhoofd.
Zij vecht meestal met kettingen.

### Hecate
Ook lid van bal masque, haar capaciteit wat de grootte van levensenergie betreft is bodemloos en kan niet gevuld worden. Haar hele leven brengt zij vrijwel alleen door terwijl ze bid voor iets wat ze niet weet.

### Rami
De enige Guze no Tomogara die wat geeft om de balans van de wereld. Hij is de beste gebruiker van Jizaihou in heel Guze, hij verzamelt levensenergie door torches die bijna opgebrand zijn te verzamelen (vandaar de bijnaam corpse retriever), dit is geheel eigen belang want hij wil dat de wereld lang genoeg blijft bestaan tot hij genoeg levensenergie heeft voor zijn Jizaihou.

### Sorath en Tyrael Aizenji
Sorath en Tyrael zijn broer en zus van elkaar. Ze gaan vreemd met elkaar om. Sorath Aizenji is de oudste van de twee. Hij heeft een zwaard genaamd Blutsauger. Door deze alleen maar aan te raken met een voorwerp kun je al gesneden worden. Een keer als Shana met haar eigen zwaard tegen Blutsauger slaat heeft ze ineens een snee in haar schouder zonder dat Blutsauger haar ook maar aangeraakt heeft.
Sorath's naam betekent "houd van jezelf" en hij is ook best wel egoïstisch aangezien zijn zusje zichzelf opoffert om hem in leven te houden en het hem helemaal niets doet.
Tyrael Aizenji is de jongste, zij maakt gebruik van Jizaihou en een hougu die de betovering die je erin stopt blijft herhalen, hoe gecompliceerd deze ook moge zijn. Tyrael Aizenji betekent "houd van een ander". Dit bewijst ze doordat ze haar broer regelmatig op seksuele wijze begint te zoenen, terwijl ze beweert dat ze zoveel van haar broer houdt en dat ze alles zal doen om hem te plezieren.

### Sydonai
Syndonai is een gigantisch groot beest dat het meest weg heeft van een chimaera. Hij is meester van metamorfose en je ziet hem het eerst als hij Sorath en Tyrael vergezelt als een soort bodyguard. Later wordt duidelijk dat hij lid is van bal masque en dat hij een sterke drang heeft om Hecate te beschermen.

## Termen
- Flame Haze: een dienaar, of beter gezegd container, van een divine vessel, hij of zij gebruikt de kracht van die divine vessel om de balans te bewaren in de wereld. De term Flame Haze is afgeleid uit het feit dat de (meeste) Flame Hazes vlammen gebruiken om de guze no tomogara te verslaan. Elke Flame Haze heeft een aparte aanduiding naar de kleur van de vlam en nog eens eentje van hun divine vessel. Bijvoorbeeld Shana is de Wielder of the Flame of Heavens, maar ook wel de Flame Haired Burning Eyed Slayer (Enpatsu Shakugan no Uchite).
- Tuner: ook een dienaar van een divine vessel, hij of zij gebruikt de kracht van zijn of haar divine vessel om zoals de naam al doet vermoeden bepaalde plekken te "tunen" (hij herstelt de balans op beschadigde plekken dusdanig dat er niets van gemerkt wordt, zelfs niet op langere termijn).
- Divine vessel: een divine vessel is eigenlijk ook een Guze no Tomogara maar in tegenstelling tot andere Guze no Tomogara hebben zij gekozen de balans te behouden in plaats van de bestaanskracht te "eten". De situatie is te vergelijken met een oorlog tussen de guze no tomogara en de Flame Haze.
- Rinne: dienaren van de Guze no Tomogara, ze komen in alle soorten en maten en verzamelen levensenergie voor hun meesters. Als de meester verdwijnt, doodgaat of iets anders in die richting, blijven de rinne achter, terwijl ze ongecontroleerd levenskracht blijven eten tot ze een Flame Haze tegenkomen.
- Nietono no Shana: de naam van de katana die Shana bij zich draagt. Deze heeft ze ontvangen door Tenmokku Ikko te verslaan op Tendōkyū.
- Hougu: een magisch voorwerp dat een bepaald effect kan hebben op een omgeving of persoon/personen. Een hougu kan in een torch zitten of gewoon een item zijn. Het effect van de hougu verschilt per item.
- Torch: een schokdemper die tijdelijk een persoon vervangt die opgegeten is door de guze no tomogara.
- Mistes: een torch met een hougu in zich.
- Haridan: een kaart die hele steden in 3-d weergeeft. Deze is geheel gemaakt van kristal en wordt gebruikt om Torches en Jizaihou te detecteren.
- Tendōkyū: een zwevend eiland waar Shana is opgegroeid.
- Fuzetsu: een stuk van de wereld wat tijdelijk gescheiden wordt van de rest van de wereld en waarin de tijd stil staat.
- Cocytus: een voorwerp dat je krijgt van je divine vessel om hiermee met hem te communiceren, een soort van belichaming van de Guze no Tomogara buiten het lichaam van een Flame Haze (vaak in de vorm van een accessoire, de Flame Haze in kwestie mag zelf bepalen wat voor vorm dit aanneemt).
- Jizaihou: een gewone magische handeling/spreuk.

## Introliedje(s)
Seizoen 1
1. "Hishoku no Sora" door Mami Kawada (eps. 1-16 Seizoen 1)
2. "Being" door KOTOKO (eps. 17-24 Seizoen 1)

Seizoen 2
1. "JOINT" door Mami Kawada (eps 1-15 Seizoen 2 )
2. "BLAZE" door KOTOKO (eps 16-24 Seizoen 2)

Seizoen 3
1. "Light My Fire" door KOTOKO
2. "Serment" door Mami Kawada

## Eindliedje(s)
1. "Yowake Umare Kuru Shoujo" door Yoko Takahashi (eps. 1-14 Seizoen 1)
2. "Aka no Seijaku" door Yoko Ishida (eps. 15-23 Seizoen 1)
3. "Hishoku no Sora" door Mami Kawada (ep. 24 Seizoen 1)

1. "Triangle" door Mami Kawada (eps, 1-15 Seizoen 2)
2. "Sociometry" door KOTOKO(eps, 16-23 Seizoen 2)
3. "Sense" door Mami Kawada (ep 24 Seizoen 2)